# Sciophila cinctifemus
Sciophila cinctifemus är en tvåvingeart som beskrevs av Shaw 1940. Sciophila cinctifemus ingår i släktet Sciophila och familjen svampmyggor.
Artens utbredningsområde är Costa Rica. Inga underarter finns listade i Catalogue of Life.